# Овдієнко Людмила Миколаївна
Людмила Миколаївна Овдієнко (1 травня 1948, с. Нова Гребля Роменського району Сумської області — 15 серпня 2015, с. Кобеляки Полтавської області) — українська поетеса, журналістка, членкиня Національної спілки письменників, авторка багатьох поетичних збірок, Лауреатка літературних премій.

## Біографія
Овдієнко Людмила Миколаївна народилась 1 травня 1948 року в селі Нова Гребля Роменського району Сумської області. В 1980 році закінчила Полтавський державний педагогічний інститут (нині національний педагогічний університет). Працювала літпрацівником, завідувачем відділу, відповідальним секретарем, заступником редактора лохвицької та чорнухинської (Полтавська область), талалаївської (Чернігівська область) районних газет. З 1969 працювала в Кобеляцькій районній газеті «Колос». З 1991 року Людмила Овдієнко працювала редактором районної газети «Колос». За значний внесок у розвиток місцевого самоврядування та соціально-культурне життя міста Кобеляки рішенням восьмої сесії Кобеляцького міської ради двадцять четвертого скликання від 11 квітня 2003 присвоєно звання «Почесний громадянин міста Кобеляки». Померла в 2015 році в м. Кобеляки.

## Творча діяльність
Людмила Миколаївна почала писати вірші школяркою. Дебютувала в 1964 році з добіркою віршів у лохвицькій районній газеті «Зоря». В 1966—1967 рр. були публікації в полтавських газетах «Зоря Полтавщини», «Комсомолець Полтавщини». В 1968 р. — в чернігівській газеті «Комсомольський гарт». На всеукраїнську читацьку аудиторію вийшла в 1968 році з віршами в альманасі «Вітрила» (К.: Молодь, 1968). Брала участь у республіканській нараді молодих поетів в м. Київ. В 1968 році брала участь у Фестивалі молодих поетів в м. Алма‑Ата. В 1974 році брала участь у молодіжному поетичному фестивалі в м. Кутаїсі. Людмила Овдієнко друкувалась у колективних поетичних збірок «Поезія-70» (К.: Рад. письменник), «Поезія-88» (К.: Рад. письменник), «Ворскла» (Х., 1977), «У Ворскли і Янтри одні береги» (Х., 1981), у альманахах «Біла альтанка» (Полтава, 1996, 2007), «На левадах шовкових» (К., 2007), в антології любовної лірики XVII‑XX ст. «Слобожанська муза» (Х., 2000), української поезії XVIII‑XX ст. «Ветер с Украины» (рос. мовою, Х., 2004), поезії полтавських літераторів XX ст. «Калинове гроно» (Полтава; Кременчук, 2004), громадянської лірики кінця XVII — початку ХХІ ст. «Слобожанська яса» (Х., 2006), міжнародного літературно-публіцистичного часопису українських письменників «Соборність» (Ізраїль, 2012). Частина творів перекладено російською мовою (журнали «Смена» (М., 1970), «Литературная учёба» (М., 1974), «Юность» (М., 1982), колективний збірник «День поэзии» (Куйбышев, 1988) та ін.).

## Твори
- Поетична збірка «Весняна повінь» (К., 1977),
- Поетична збірка «Довіра» (Х., 1985)
- Поетична збірка «Зліва, де серце» (Полтава, 1991)
- Поетична збірка «Не прощаюся…» (Кобеляки, 1997)
- Поетична збірка «Не вистачає тиші для молитви» (Миргород, 2004)
- Поетична збірка «Вибір» (Кобеляки, 2005)
- «Дорога до себе» (Миргород, 2005)
- Документальна повість «Ми більше не вороги» (Полтава, 2009)
- Поезія й проза «Життя вже майже зрозуміле…» (2013)
- Поезія та спогади «Прогуркотів мій поїзд, пролетів…» (2018) (посмертне видання за ред. К. Бобрищева)

## Досягнення. Відзнаки
- 1979 — Член Національної спілки письменників України, член Національної спілки журналістів України.
- 1980 — Лауреат обласної літературної премії імені Петра Артеменка
- 2004 — Лауреат Всеукраїнської літературної премії імені Олександра Олеся
- 2014 — Лауреат обласної премії ім. Григорія Яценка
- 2015 — Лауреат Полтавської обласної премії ім. Івана Котляревського за поетичну творчість
- 2002 — Почесна громадянка м. Кобеляки